# Qcow
qcow (QEMU Copy-on-Write) è un tipo di immagine disco utilizzata da QEMU. Un'immagine in formato qcow cresce a mano a mano che si aggiungono dati, e dalla versione 2 supporta lo standard di crittografia AES e la decompressione trasparente tramite zlib.